# ミヘイル・サアカシュヴィリ
- ミヘイル・サアカシュヴィリ[1][2][3][4][5]
- ミハイル・サーカシビリ[6][7][8][9][10]
- ミヘイル・サーカシビリ[11]
- ミハイル・サアカシュビリ[12]
- ミハイル・サアカシビリ[13]
- ミハイル・サーカシュヴィリ[14]

ミヘイル・サアカシュヴィリ（グルジア語: მიხეილ სააკაშვილი、ウクライナ語: Міхеіл Ніколозович Саакашвілі, ラテン文字: Mikheil Saakashvili、1967年12月21日 – ）は、ジョージア及びウクライナの政治家。名はミハイル、姓はサーカシビリ、サアカシュビリ、サアカシビリなどとも表記される。
2003年11月のバラ革命で指導的役割を果たし、2004年から2期にわたってジョージアの大統領を務めた（2004年1月25日 – 2007年11月25日、2008年1月20日 – 2013年11月27日）。2013年に退任したのち、ペトロ・ポロシェンコ大統領よりウクライナ国籍を付与され同国に事実上亡命、ポロシェンコ大統領の顧問およびオデッサ州知事を務めた。2017年7月にウクライナ国籍を剥奪されたが、2019年5月28日にウォロディミル・ゼレンスキー大統領により国籍剥奪が撤回された。
2021年10月1日にジョージアへの帰国を試みた際に身柄を拘束され、裁判中の身となっている。

## 経歴

### 出自
1967年12月21日にソビエト連邦構成共和国のグルジア・ソビエト社会主義共和国のトビリシに誕生した。父は医師、母は歴史学教授ギウリ・アラサニヤで、父はサアカシュヴィリが生まれる前に家庭を捨てた。
1992年にウクライナのキエフ国立大学国際法学部を卒業後、ストラスブールの国際人権研究所から業績証明を取得。ノルウェーの人権委員会で勤務したのち、アメリカ合衆国に渡り、ニューヨークの法律事務所で勤務。1994年、コロンビア大学法科大学院で法学修士号を取得した。その後ジョージ・ワシントン大学法科大学院、フィレンツェの欧州大学院法学アカデミーでも学んだ。

### 政界入り
1995年、エドゥアルド・シェワルナゼ大統領の側近で旧知の間柄であったズラブ・ジワニアから政界入りを持ち掛けられた。同年12月のグルジア議会選挙で与党グルジア市民連合から出馬し当選した。新選挙制度、独立した司法制度と警察を設立するための議会委員会の委員長として活躍し、1997年の調査ではシェワルナゼ大統領についで2番目に人気のある人物にあげられた。
2000年10月12日、シェワルナゼ政権で法務相に任命された。腐敗し政治の影響力が強い刑事裁判と刑務所制度の改革を断行し高い評価を受けた。政府要人の汚職も指摘したが政府は訴追を行わなかった。
2001年7月、ジャーナリストのジョルジ・サナイアが自宅アパートで撃たれて死亡した事件を受け、大規模な市民デモが発生した。
9月5日、シェワルナゼ大統領が腐敗をただす意図を持っていないことを非難し法務相を辞任した。グルジア市民連合からも離脱した。

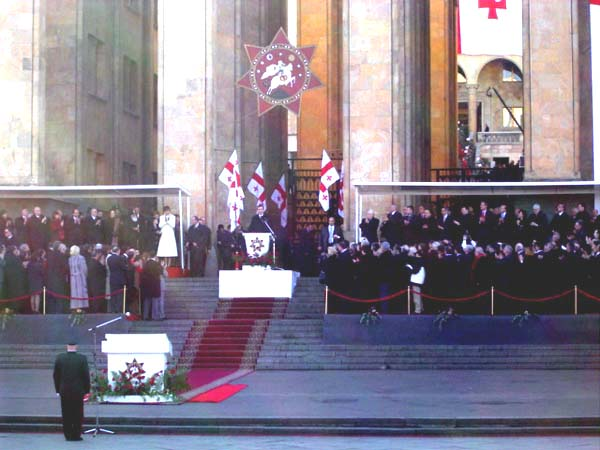
サアカシュヴィリの大統領就任式（2004年）

### バラ革命
2001年10月、グルジア議会補欠選挙で当選。11月、政党「統一国民運動」を結成した。
2002年6月に行われた統一地方選挙において、「シェワルナゼのいないトビリシ」を掲げた同党は大躍進を遂げ、サアカシュヴィリはトビリシ市議会議長に就任した。役所の腐敗構造を一新し、年金の増額、道路の整備、運動場設置が行われた。シェワルナゼ与党はトビリシ市議会選挙で得票率4％に達せず一議席も獲得できないという大敗北を喫した。
2003年11月、「シェワルナゼのいないグルジア」を掲げ、グルジア議会選挙に出馬。11月3日に発表された選挙結果は、シェワルナゼを支持するグループの勝利であった。選挙結果に承服できないサアカシュヴィリ、ジワニア、ニノ・ブルジャナゼらは、不正選挙を訴え抗議デモを決行。暴力に拠らない平和的な抗議活動を続け、参加者は日に日に増した。
11月22日、シェワルナゼは議会を招集したが、選挙結果に納得しない議員は出席せず、開会式に出席するのが恒例であるグルジア正教会首座イリア2世も出席を見送った。選挙結果の認証を阻止するためサアカシュヴィリらが議会建物に入ったところ、シェワルナゼは逃亡。翌11月23日には大統領辞任を表明した。
2003年11月26日、ブルジャナゼ暫定大統領を含む野党勢力はサアカシュヴィリを野党の統一大統領候補とすることを表明した。最終的にはサアカシュヴィリを含め6人が大統領選挙に立候補した。
2004年1月4日に行われた大統領選挙は当初、アブハジア自治共和国（ジョージアの自治区）などのボイコット宣言もあって選挙が有効となるか危ぶまれており、大統領選挙成立となる投票率50パーセントを越えないのではないかとの危惧も存在していた。ところが開票されてみると、投票率88.97パーセント・得票率96.27パーセントという「民主的な選挙」としては驚異的な得票を得てサアカシュヴィリが圧勝。同月25日、サアカシュヴィリは正式に大統領に就任した。対独戦勝60周年記念式典の際には、バルト三国同様にグルジアも1991年12月のソ連崩壊後も同国への駐留を続けるロシア連邦軍の撤退交渉で進展が無かったとして、ボイコットを決めた。

### 大統領就任
2004年1月24日に行われた大統領就任式典で、サアカシュヴィリは世界遺産に登録されているゲラティ修道院において宣誓を行った。ゲラティ修道院は中世グルジアの国土を統一したバグラト朝のダヴィト4世「建設王」が建造し、墓所もある場所であり、国家再建を内外にアピールした。5月26日の独立記念日に向けて新国旗・国歌・国章をそれぞれ制定し、グルジア過去最大の軍事パレードを行った。 
法務大臣在任中に副大臣を務めたイラクリー・オクルアシュヴィリを検事総長に任命し、シェワルナゼ政権の高官やその親族を逮捕、財産を没収した。オクルアシュヴィリはその後、 内務大臣を経て国防大臣を務めている。また、フランス生まれのグルジア人外交官サロメ・ズラビシュヴィリを外務大臣に登用した。ロシアで実業家として成功していたカハ・ベンドゥキゼを内閣に招聘し、積極的な民営化政策を進めた。海外からの直接援助と脱税の摘発、民営化により税収は飛躍的に伸び、公務員の給与も増加した。 
アブハジア、アジャリア、南オセチアの各民族共和国の分離独立運動に対しては、国を統一する方向に注力した。 
報道機関への統制は厳しくなった。2004年7月28日、テレビ通信塔使用料の未払いを理由に民間テレビ局の所有地が政府によって差し押さえられ、大統領の記者会見や政府高官の海外訪問の取材を禁止された。また、テレビ局ルスタヴィ2は、サアカシュヴィリからの圧力によって売却を強いられ、当時の外相のゲラ・ベズアシヴィリの親族がオーナーとなった。 

### 2007年ジョージア抗議デモ
2007年9月25日、元国防大臣のオクルアシュヴィリにより殺人および汚職を告発された。ほどなくしてオクルアシュヴィリは強要、マネーロンダリング、職権乱用の容疑で拘留された。 
11月7日、大規模な抗議デモが発生。反政府デモ隊と治安当局の衝突により多数の負傷者が出たことを受け、非常事態令を発令した。デモを武力で排除するなどの強権的な手法に対し、国内外から批判が強まった。 
11月16日、サアカシュヴィリは非常事態宣言を解除し、国民の不満を受けて次期大統領選挙の前倒しを宣言し事態は収拾した。 
11月25日に大統領を辞任。翌年1月の選挙で当選し再選を果たしたが、選挙の公平性には疑問が持たれた。 
サアカシュヴィリの強権的な言論弾圧や政敵排除は、後ろ盾であるアメリカ合衆国などを始め、民主化の後退との印象を強めさせた。 

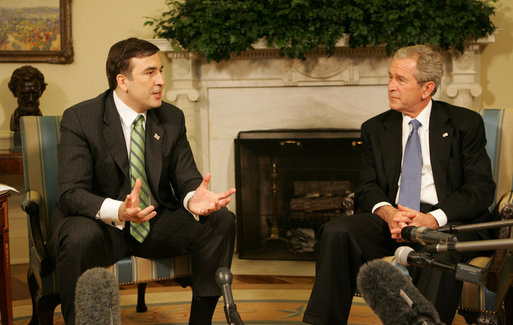
アメリカのジョージ・W・ブッシュ大統領と（2008年）

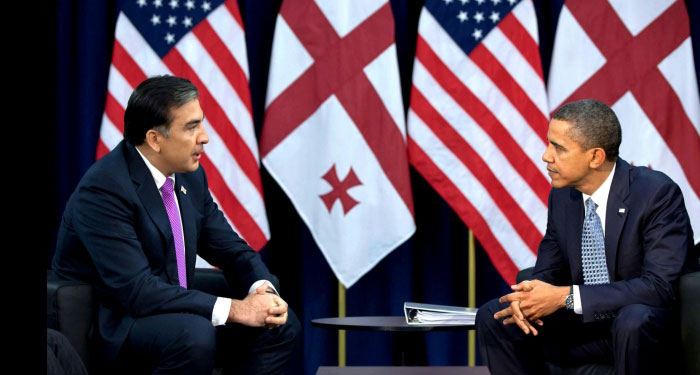
アメリカのバラク・オバマ大統領と（2010年）

### 南オセチアへの侵攻
2008年8月7日、グルジアが南オセチア自治州へ軍事侵攻し、同日の記者会見で同地域の大半の制圧と州都ツヒンヴァリの包囲を宣言した。これに対し同州の独立を後押しするロシアは強く反発し、同州に増援部隊を派遣するとともにトビリシへの空爆を実施し、南オセチア紛争が勃発した。紛争は8月15日の停戦まで続いた。結果、グルジア軍が南オセチアから撤退し、ロシア軍が南オセチアを含む地域の一時的占領という事態に帰結した。
8月12日にロシアが軍事作戦を停止すると、これを受けてトビリシの議会前で数千人の支持者を前に演説し、「ロシアは我々をひざまずかせようとしたが出来なかった」と述べ、独立国家共同体脱退の意向を表明し、8月14日にこの提案を議会側が承認した。
8月13日、南オセチアのエドゥアルド・ココイトゥイとサアカシュヴィリの両大統領は、ロシアのドミートリー・メドヴェージェフとフランスのニコラ・サルコジの両大統領が提示した調停案を受け入れた。
2008年9月、オクルアシュヴィリ元国防相は、国防相在任中、大統領と共に南オセチアおよびアブハジアへの武力侵攻を検討していたと述べた。今回の侵攻については拙速であり外交的支持を欠くものと批判した。
サアカシュヴィリは2008年10月27日にラド・グルゲニゼ首相を解任し、代わってグリゴル・ムガロブリシュヴィリを首相に任命した。

### 権勢の低下
2008年11月7日には1万人以上の野党支持者による反政府デモが行われた。
2010年5月に行われた軍事パレードでは「帝国（ロシア）は再び我々の独立を脅かしている。断固戦うのだ」と述べた。5月30日の統一地方選挙では、サアカシュヴィリ率いる「統一国民運動」が他を引き離して勝利した。
6月以降、サアカシュヴィリは大統領権限を制限し議会の権限を拡大する方向での憲法改定を進めた。10月15日、グルジア議会は憲法改定案を承認した。この変更は2013年の大統領選以降有効となる。
2011年5月、ニノ・ブルジャナゼによってサアカシュヴィリの辞任を求める大規模な抗議デモが行われた。ブルジャナゼはサアカシュヴィリを専横政治と批判した。警察による鎮圧が行われ、死傷者が出る事態となった。
2012年10月1日、グルジア議会選挙で統一国民運動は野党連合「グルジアの夢＝民主グルジア」に過半数を奪われる結果となり、親サアカシュヴィリ派政権は内閣総辞職に追い込まれた。新首相には「グルジアの夢」のビジナ・イヴァニシヴィリが就任した。イヴァニシヴィリ首相は就任にあたって、サアカシュヴィリが私物化していた大統領官邸からの立ち退きを要請したが、サアカシュヴィリは「大統領官邸は大統領の私物だ」と反論した。これに対してイヴァニシヴィリ首相は、自ら得た私財でなく、国民の税金で賄った「私邸」に住む事は「難民や貧しい人々が多くいるこの情勢を考えると、非倫理的である」と非難した。
10月23日、イヴァニシヴィリ政権が本格的に始動すると、ダヴィッド・ウスパシュヴィリ国会議長を委員長とする政府調査委員会が設置され、統一国民運動体制下での諸問題について調査を開始した。11月22日、イヴァニシヴィリ首相は、個人的にはサアカシュヴィリ大統領の逮捕を望んではいないが、検察が訴追が必要と判断したならば特に介入はしないとコメントした。
2013年4月12日、イヴァニシヴィリ首相は南オセチア紛争の開戦経緯について再調査を行うと述べた。大統領の評判を削ぐためではないかとの見方に関しては否定した。テア・ツルキアニ法相は、必要があればサアカシュヴィリ大統領への尋問を行うと述べた。
2013年10月27日に行われた大統領選挙では、統一国民運動はダヴィト・バクラゼ前国会議長を擁立したが、親露派のギオルギ・マルグベラシビリ前第1副首相に敗れた。サアカシュヴィリは11月17日をもって大統領を退任した。

### ウクライナでの政治活動
ウクライナでは2013年11月下旬より、親ロシア派のヴィクトル・ヤヌコーヴィチ政権に対する抗議デモが行われていた。12月1日にはキーウで35万人もの人々が抗議活動に参加した。
12月7日にもキーウで2万人規模の集会が行われた。これに参加したサアカシュヴィリは連帯を表明するとともにロシアの暴力性を指摘した。
2014年2月、マイダン革命によりヤヌコーヴィチは逃亡、ペトロ・ポロシェンコが新大統領に就任した。
2015年2月、ポロシェンコ大統領は、大統領顧問としてサアカシュヴィリを招聘し、改革に関する国際諮問評議会の議長に任命した。
5月30日、ポロシェンコ大統領はサアカシュヴィリにウクライナ国籍を付与し、オデッサ州知事に任命した。オデッサ州は親露派が多く、5月2日には州都オデッサで親欧米派と親露派の衝突に端を発した火災により多数の死者が発生する事件が起きていた。反露主義の亡命政治家であるサアカシュヴィリの知事就任により、同地域の親露派の抑え込みを図ったものと考えられた。
2016年11月7日にオデッサ州知事を辞任する意を示し、ポロシェンコ大統領は同9日にサアカシュヴィリを知事職および顧問職から解任した。
2017年7月26日、ポロシェンコの大統領令によりウクライナ国籍を剥奪され、ウクライナ国籍のみを有していたサアカシュヴィリは無国籍状態となった。国籍剥奪の理由は明らかにされていないが、汚職撲滅に際して多くの政敵を作ったことが一因とする意見がみられた。サアカシュヴィリはその後ポーランド、リトアニアを訪れ、9月10日、ユーリヤ・ティモシェンコ元首相ら支援者の手助けにより、ポーランドからウクライナへ検問所を通過して入国した。

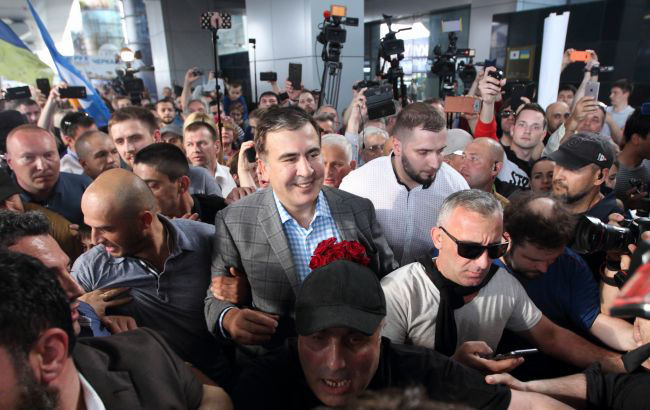
ウクライナ国籍の回復後、同国へ再入国するサアカシュヴィリ（2019年）

10月、ポロシェンコ大統領の辞任を求める抗議デモに参加。12月5日にはポロシェンコ政権打倒のため蜂起を呼びかけたことが国家転覆容疑にあたるとして逮捕されたが、支持者の手により解放された。翌6日に犯罪組織参加罪などの罪で起訴された。8日に身柄を拘束され、12月11日に保釈された。
2018年1月5日、大統領在任中の2009年に殺人罪で服役していた元警官4人に対し違法に恩赦を与えたことが職権乱用にあたるとして懲役4年の実刑判決を言い渡された。2月12日、不法滞在を理由にキーウで拘束され、その後ポーランドに強制追放された。
2019年5月、ウクライナの新大統領に就任したウォロディミル・ゼレンスキーによりウクライナ国籍剥奪が無効とされ、ウクライナ国籍を回復した。さらに2020年5月7日、ゼレンスキー大統領により改革執行委員会議長に任命された。

### ジョージアでの拘束、ハンガー・ストライキ
2021年10月1日にジョージアへの帰国を試みたが、職権濫用で有罪判決が出ていたため国境で当局に身柄を拘束された。サロメ・ズラビシュヴィリ大統領は、国を不安定化させる意図があったと批判し、決して恩赦を与えることはないと語った。
サアカシュヴィリは公正な裁判手続きを求めてハンガー・ストライキを開始した。11月末、生命の危険が生じたためゴリにある軍病院に移され集中的治療を受けた。12月18日、医師団は拘留中の拷問や虐待のためサアカシュヴィリが深刻な健康状態にあると発表した。国際人権団体アムネスティ・インターナショナルも偏った正義、政治的報復が行われているとして当局の対応を非難した。
2022年2月から3月にかけてもハンガー・ストライキを行った。5月、医師団は、サアカシュヴィリに神経系の症状が現れており、早急な治療が必要と述べた。12月5日には弁護団が医療報告書を公開し、その中でサアカシュヴィリが重金属と思われる毒を盛られたため適切な治療を必要としていると訴えた。サアカシュヴィリを診察した医師は報道取材に対して脳障害と中毒性の神経疾患があると診断されたことを明かしているほか、別の医師によれば拘束された後に40kg以上もの体重が減ったと証言している。一方でジョージア当局は十分な医療を施していると反論している。
2023年7月3日に聴聞のためビデオ電話で出廷した際、サアカシュヴィリはシャツをめくり上げ、やせ細った身体を見せた。これにウクライナのゼレンスキー大統領がジョージアの大使を呼び出して猛抗議するよう外務省に命令し、ジョージア政府がロシアを利用してサアカシュヴィリを殺害しようとしていると非難。救出してウクライナか西側諸国の病院に搬送したい旨をツイッターに投稿した。
2025年3月12日には横領の容疑で有罪となり、禁固刑が9年追加された。野党勢力はこの判決を批判し、親ロシア派の政府がサアカシュヴィリを恐れていると主張した。

## 政策

### 分離独立運動への対応
国内の分離独立運動に対して、国を統一する方向で行動した。大統領就任早々に生じたアジャリア自治共和国の分離問題に対しては、同共和国最高会議議長アスラン・アバシゼと会談し、さらに武力行使を示唆することによりアバシゼを退場に追い込んだ。
2005年にはテロリストの巣窟と呼ばれたパンキシ渓谷の治安を回復。
2007年、ロシアとの交渉の末、南オセチアとアブハジアを除く地域のロシア軍を撤退させた。
2008年の南オセチアへの侵攻はロシアの反撃を誘発し、南オセチアとアブハジアにおけるロシアの存在感を増す結果となった。

### 汚職問題
トランスペアレンシー・インターナショナルによるランキングは2003年時点で133か国中124位であった。汚職対策を進めた結果、2006年は99位、2010年には68位に改善した。

### 経済
積極的な民営化政策を進め、外国資本の導入、脱税の摘発により税収は増加した。国内総生産（GDP）に対する税収の割合は2003年の7％から2012年には24％となった。
GDPは2003年から2012年にかけて3倍以上となった。この期間の経済成長率は6–12％であったが、2008–2009年にかけては金融危機とロシアとの戦争により一時的な悪化があった。
ビジネス容易性指数は、2004年から2013年の比較において112位から9位へ躍進。
経済自由度指数は、2003年から2013年にかけて66位から21位へと改善した。
一方で、新自由主義的改革により、従業員の解雇が容易となった。失業率は2003年の11.5％から2012年には19.6％と増加した。

### 対外政策
ロシアの覇権主義に対しては就任以来一貫して激しく批判している。
アメリカ・イギリス主導によるイラク戦争が勃発するとグルジアは部隊を派遣したが、2007年、派遣人数を850人から2,000人へと増員した。これは同戦争を主導したアメリカ・イギリスに次ぐ人数であった。北大西洋条約機構への加入を見据えた動きと評価された。

### 犯罪、人権
マフィアと犯罪に対抗した結果、収監者数は2004年の7,867人から2010年には23,684人へと増加した。
2007年や2011年には反対派への政治的弾圧や抗議デモの鎮圧が行われ、2012年の議会選挙の敗北につながった。

### 日本との関係
2006年9月に安倍晋三が内閣総理大臣に就任。中華人民共和国・ロシア連邦を牽制する価値観外交を掲げた。グルジアと日本との関係は急速に深まり、サアカシュヴィリは2007年3月7日から3月11日にわたり来日した。首脳会談の中で、上記の価値観外交に賛意を示すと共に、日本の国際連合安全保障理事会常任理事国入りへの支持も表明した。

## その他
- テレビカメラの前でネクタイを噛むといった奇行を行っている。この行動に対して、ロシアのウラジーミル・プーチン首相に「夕食を食べるならネクタイを外したほうが良いのでは」と皮肉られている[104]。
- 2011年公開の映画『5デイズ』（レニー・ハーリン監督、2011年公開）は南オセチア紛争を題材にした作品で、サアカシュヴィリをアンディ・ガルシアが演じている[105]。